# 로렌 브라코
로레인 브라코(Lorraine Bracco, 1954년 10월 2일 ~ )는 미국의 배우이다. 영화 《좋은 친구들》(1990)로 1991년 제63회 아카데미상과 제48회 골든 글로브상 여우조연상 후보에 올랐으며, HBO 드라마 《소프라노스》(1999-2007) 출연을 통해 프라임타임 에미상, 골든 글로브상, 새틀라이트상 등의 후보에 지명되었다.

## 출연 작품

### 영화
- 위험한 연인 (1987)
- 4인의 방랑자 (1989)
- 사랑의 파도 (1989)[1]
- 좋은 친구들 (1990)
- 스위치 (1991)
- 하늘에서 온 엽서 (1992)
- 해커즈 (1995)
- 라이어 (1996, The Liars)
- 논나 (2025) - 로베르타 역

### 텔레비전
- 소프라노스 (1999-2007)